# 杰玛·吉本斯
杰玛·吉本斯（英語：Gemma Gibbons，1987年1月6日—），英国女子柔道运动员。她曾代表英国参加2012年夏季奥林匹克运动会柔道比赛，获得女子78公斤级银牌。她也曾获得2014年英联邦运动会女子78公斤级银牌。